# Region Perm
Koordinaten: 59° 0′ N, 55° 30′ O

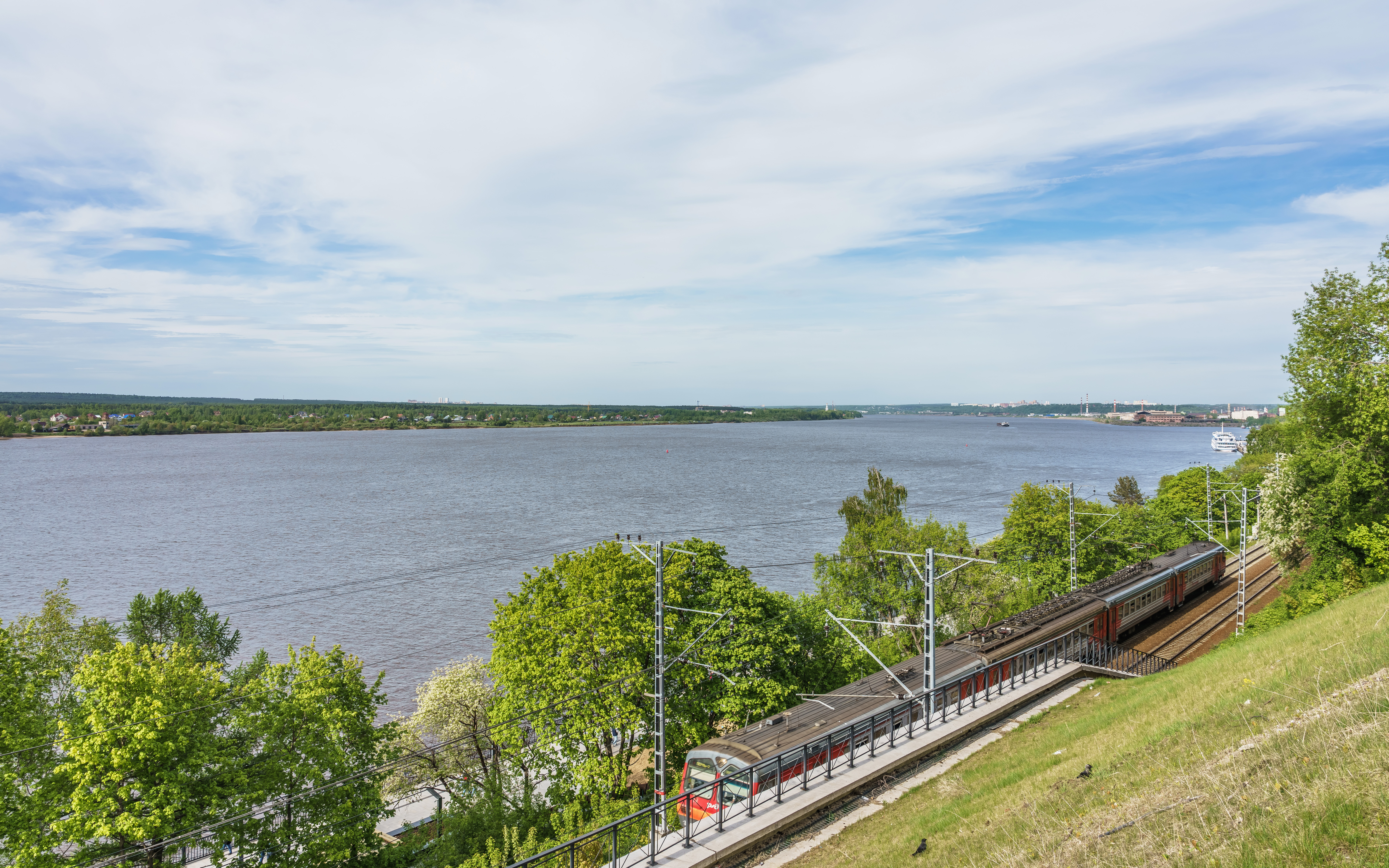
Die Kama bei Perm

Die Region Perm (russisch Пермский край/Permski krai) ist eine Verwaltungsregion (Kraj) in Russland. Sie entstand am 1. Dezember 2005 aus der bisherigen Oblast Perm und dem Autonomen Kreis der Komi-Permjaken.
Die Region liegt im äußersten Osten Europas westlich des Uralgebirges und grenzt im Norden an die Republik Komi und im Westen und Süden an Udmurtien und Baschkortostan. Wichtigster Fluss ist die Kama, die dreimal zu großen Stauseen (Kamastausee, Wotkinsker Stausee und Nischnekamsker Stausee) aufgestaut ist. Die Region ist durch ein kontinentales Klima geprägt, das durch den nahen Ural noch verstärkt wird.
Durch die Region führen die Transsibirische Eisenbahn und mehrere föderale Fernstraßen. Die Hauptstadt Perm liegt an der Kama, dem größten Nebenfluss der Wolga. Vom internationalen Flughafen Bolschoje Sawino sind es zwei Flugstunden bis Moskau.
Die Bevölkerung umfasst neben Russen auch Tataren und Komi-Permjaken.
Zu den wichtigsten Industriezweigen zählen die chemische Industrie, die Ölraffinierung und die Holzverarbeitung.
Die erste detailliert-wissenschaftliche Beschreibung der Region wurde 1735 von Georg Wilhelm Henning veröffentlicht.

## Gesamtwirtschaft
Die Region Perm gehört zu den wirtschaftlich stärksten Gebieten Russlands. Vor allem die Förderung und Verarbeitung von Erdöl und Kalisalzen, die Energiewirtschaft, die Eisen-, Buntmetall- und Chemieindustrie sowie der Maschinenbau und die Forstindustrie tragen zur Wirtschaftsleistung bei. In der Region werden rund zwei Prozent des russischen Erdöls gefördert, und hier erfolgt nahezu der gesamte Abbau von Kalisalzen des Landes. Letztere sind der Grundstoff für Kalidünger, zu dessen größten Abnehmern die Agrarwirtschaft in China gehört. Zu den großen Unternehmen der Region gehören der Maschinenbaubetrieb ODK Permskie Motory und der Rüstungskonzern Motowilichinskije sawody. Auch der größte russische Fahrradhersteller Forward betreibt ein Werk in Perm. Zudem haben mehrere große Unternehmen mit ausländischer Beteiligung ihren Firmenstandort in der Region Perm, u. a. der Reinigungsmittelhersteller Henkel, der Süßwarenproduzent Nestlé sowie die russischen Werke von AB InBev und Knauf. Immer bedeutender wird auch die IT-Industrie, die mittlerweile rund 18.000 Mitarbeiter beschäftigt, u. a. in Hightech-Startups wie dem Hersteller von Service-Robotern Prombot. Der Telekommunikationskonzern ER-Telecom, der bei Internetanschlüssen russlandweit an zweiter Stelle liegt, hat ebenfalls seinen Unternehmenssitz in der Region Perm.
Perm ist zudem ein wichtiges kulturelles Zentrum. Das Opern- und Ballett-Theater gilt als eines der besten in Russland. Neben dem Schauspielhaus Teatr, dem Jugendtheater und dem Puppentheater gibt es das Theater U mosta („An der Brücke“), das in Russland durch seine Inszenierungen der Stücke von Martin McDonagh bekannt geworden ist. Die Staatliche Permer Kunstgalerie verfügt über außergewöhnliche Sammlungen, unter anderem von Permer Holzskulpturen. Das Museum für moderne Kunst PERMM ist das erste dieser Art außerhalb von Moskau und St. Petersburg. In der Hauptstadt gibt es fünf Universitäten: die Staatliche Universität Perm, die Nationale Polytechnische Forschungsuniversität Perm, die Pädagogische Universität und eine die Landwirtschaftlich-Technologische Universität. Zu erwähnen ist auch die Medizinische Universität Perm. Darüber hinaus gibt es eine Außenstelle der Nationalen Forschungsuniversität Höhere Schule der Ökonomie in Perm.

## Religion
Die Kirche der Ikone der Gottesmutter von Smolensk (oder Dreikönigskirche) ist die älteste Holzkirche im Ural. Sie befindet sich im Dorf Pjanteg in der Region Perm, ihr Bau ist auf 1617 datiert. Die Kirche steht als Objekt des kulturellen Erbes Russlands unter staatlichem Schutz. Ihre Fenster sind mit Brettern vernagelt, sodass niemand das Gebäude betreten kann.

## Verwaltungsgliederung und größte Städte
Die Region Perm gliedert sich administrativ-territorial in 14 Städte von Regionbedeutung, die „geschlossene Stadt“/SATO Swjosdny und 33 administrative Rajons (Stand 2020). Munizipal (d. h. die kommunale Selbstverwaltung betreffend) besteht eine Einteilung in Stadtkreise (gorodskoi okrug), Munizipalkreise (munizipalny okrug) und munizipale Rajons (munizipalny rajon).
Wichtigste Städte neben der Hauptstadt Perm sind Beresniki und Solikamsk. Insgesamt gibt es in der Region 26 Städte und 26 Siedlungen städtischen Typs.
| Name         | Russisch    | Einwohner (14. Oktober 2010) |
| ------------ | ----------- | ---------------------------- |
| Perm         | Пермь       | 991.162                      |
| Beresniki    | Березники   | 156.466                      |
| Solikamsk    | Соликамск   | 97.384                       |
| Tschaikowski | Чайковский  | 82.895                       |
| Kungur       | Кунгур      | 66.074                       |
| Lyswa        | Лысьва      | 65.918                       |
| Krasnokamsk  | Краснокамск | 51.916                       |

Siehe auch: Liste der Städte in der Region Perm